# Felipe de Médici
Felipe de Médici (en italiano Filippo de' Medici), (Florencia, 20 de mayo de 1577 - Florencia, 1582), hijo más joven de Francisco I de Médici y Juana de Habsburgo-Jagellón.

## Primeros años
El pequeño era el más joven y el único hijo varón que Juana le dio a Francisco, después de una serie de hijas, algunas muertas en la infancia. Nació al poco tiempo que el hijo de su padre con su amante, Bianca Cappello.
Una enorme alegría invadió a la corte con el nacimiento de un heredero legítimo al trono, y le fue conferido el nombre de Felipe en honor a su padrino Felipe II de España y en la corte siempre fue conocido por el diminutivo Don Filippino. 

## Muerte
Al año siguiente, su madre murió en el parto de un hijo nacido muerto, y él mismo, que siempre tuvo una salud muy débil, murió a los cuatro años en 1582. Una autopsia efectuada a sus restos en 2004, reveló que Don Felippino padecía de una forma leve de hidrocefalia.
En la Galería degli Uffizi se encuentra un retrato póstumo que data de 1586, que lo retrata como un pequeño junto a su madre, a pesar de que ella murió mucho antes que él alcanzara esa edad.

## Ascendencia
| Felipe de Médici | Padre: Francisco I de Médici       | Abuelo paterno: Cosme I de Médici                 | Bisabuelo paterno: Juan de Médici                   |
| Felipe de Médici | Padre: Francisco I de Médici       | Abuelo paterno: Cosme I de Médici                 | Bisabuela paterna: Maria Salviati                   |
| Felipe de Médici | Padre: Francisco I de Médici       | Abuela paterna: Leonor de Toledo                  | Bisabuelo paterno: Pedro Álvarez de Toledo y Zúñiga |
| Felipe de Médici | Padre: Francisco I de Médici       | Abuela paterna: Leonor de Toledo                  | Bisabuela paterna: María Osorio                     |
| Felipe de Médici | Madre: Juana de Habsburgo-Jagellón | Abuelo materno: Fernando I de Habsburgo           | Bisabuelo materno: Felipe I de Castilla             |
| Felipe de Médici | Madre: Juana de Habsburgo-Jagellón | Abuelo materno: Fernando I de Habsburgo           | Bisabuela materna: Juana I de Castilla              |
| Felipe de Médici | Madre: Juana de Habsburgo-Jagellón | Abuela materna: Ana Jagellón de Hungría y Bohemia | Bisabuelo materno: Vladislao II de Hungría          |
| Felipe de Médici | Madre: Juana de Habsburgo-Jagellón | Abuela materna: Ana Jagellón de Hungría y Bohemia | Bisabuela materna: Ana de Foix-Candale              |